# Longirostravis hani
Longirostravis hani — викопний вид енанціорносових птахів, що мешкав у ранньому крейдяному періоду (близько 125 млн років тому). Скам'янілі залишки знайдені у формуванні Yixian в Китаї. Відомий з одного зразка, що знаходиться в колекції Інституту палеонтології хребетних і палеоантропології (номер зразка IVPP V 11309).

## Опис
Птах був розміром з перепілку. Мав довгий, ледве зігнутий дзьоб з п'ятьма парами зубів. Довгий дзьоб, мабуть, використовувався для пошуку їжі в мулі та болоті, як це роблять сучасні кулики. Пір'я вкривало все тіло, крім ніг і морди. Махові пера були сильно асиметричні, з переднього краю пір'я в п'ять разів вужчим, ніж задня кромка. Махові пера крила були до 8 сантиметрів завдовжки. Як і в деяких інших енанціорносових, хвіст носив одну пару довгих пір'їн.